# Monoposthia latiannulata
Monoposthia latiannulata är en rundmaskart som beskrevs av Platonova 1971. Monoposthia latiannulata ingår i släktet Monoposthia och familjen Monoposthiidae. Inga underarter finns listade i Catalogue of Life.